# Cephalaeschna acutifrons
Cephalaeschna acutifrons é uma espécie de libelinha da família Aeshnidae.
É endémica da Índia.